# Révész Ferenc
Révész Ferenc (Budapest, 1912. december 9. – Budapest, 1985. április 21.) magyar politikus, könyvtáros, tanulmányíró, újságíró, író. Nagybátyja Révész Mihály újságíró, unokabátyja Révész András szociáldemokrata politikus, történész.

## Élete
Révész Zsigmond (1886–1944) nyomdász, szakszervezeti vezető és Reiner Margit (1889–1970) fia. 1925 és 1930 között a Vas utcai felsőkereskedelmi iskolában tanult. 1930-ban lett a Magyarországi Szociáldemokrata Párt tagja lett, majd 1931-től 1934-g az Országos Ifjúsági Bizottság (OIB) titkára. Cikkei megjelentek a Népszavában és a Szocializmusban.
Politikai munkája, előadásai miatt többször került rendőri felügyelet alá. 1933-tól a Fővárosi Gázműveknél tisztviselőként dolgozott letartóztatásáig, 1938-ig. Hat hónapot toloncházban töltött. Szabadulása után munkaszolgálatra rendelték, s megjárta a keleti frontot is, majd több koncentrációs tábort. 1945-ben Dachauból tért vissza Magyarországra. Apját és öccsét a nyilasok meggyilkolták.
1945–48-ban tagja volt az SZDP Központi Vezetőségének és szorosan együttműködött a kommunistákkal. 1945-től 1953-ig országgyűlési képviselő. A két munkáspárt egyesülése után 1948 és 1951 között az MDP agitációs és propaganda osztályát vezette. Az 1949–50. tanévben az ELTE-n a nemzetközi munkásmozgalom történetének megbízott előadója volt. 1951-től 1956-ig az MTA Könyvtárának osztályvezetője, 1956 és 1980 között a Fővárosi Szabó Ervin Könyvtár igazgatója, majd főigazgatója. A Fővárosi Tanács tagja (1956–1971), 1970-től haláláig az MSZMP KB tagja. Egyik szerkesztője volt a Budapest című folyóiratnak.
Sírja a Fiumei úti sírkert Munkásmozgalmi Panteon sírkertjében található.

## Magánélete
Felesége Réthy Éva (1928–1983) volt.
Gyermekei:
- Révész Éva (1947)
- Révész Krisztina (1951)
- Révész István (1952)

## Főbb művei
- Zola (Budapest, 1939)
- Csokonai Vitéz Mihály. (Mérleg. Irodalmi antológia. Budapest, 1942)
- Maxim Gorkij (A szocialista tudás könyvtára, Budapest, 1946)
- Szabadságeszme a magyar irodalomban (Budapest, 1948)
- Csokonai Vitéz Mihály (Nagy magyar írók. Budapest, 1948)
- Hajdu Henrik 1890–1969 (Budapest, 1970)

## Díjai, elismerései
- A Magyar Köztársasági Érdemrend középkeresztje (1948)
- Magyar Népköztársasági Érdemrend (1951)
- Munka Érdemrend (arany, 1962, 1965, 1968)
- Szocialista Hazáért Érdemrend (1967)
- Felszabadulási Jubileumi Emlékérem (1970)
- Munka Vörös Zászló Érdemrendje (1972)
- Magyar Népköztársaság Zászlórendje (1979)
- Magyar Népköztársaság babérkoszorúval ékesített Zászlórendje (1982)